# 长节香竹
长节香竹（学名：Chimonocalamus longiusculus）为禾本科方竹属下的一个种。

## 扩展阅读
- 維基物種上的相關：长节香竹